# Йоан Андоне
Йоан Андоне (рум. Ioan Andone; нар. 15 березня 1960, Шпелнака, комуна Хопирта) — румунський футболіст, що грав на позиції захисника. По завершенні ігрової кар'єри — тренер.
Виступав, зокрема, за клуб «Динамо» (Бухарест), а також національну збірну Румунії.
Дворазовий чемпіон Румунії. Триразовий володар Кубка Румунії. Триразовий чемпіон Румунії (як тренер). Чотириразовий володар Кубка Румунії (як тренер).

## Клубна кар'єра
Народився 15 березня 1960 року в місті Хопирта. Вихованець футбольної школи клубу «Корвінул». Дорослу футбольну кар'єру розпочав 1978 року в основній команді того ж клубу, в якій провів п'ять сезонів, взявши участь у 105 матчах чемпіонату.
Своєю грою за цю команду привернув увагу представників тренерського штабу клубу «Динамо» (Бухарест), до складу якого приєднався 1983 року. Відіграв за бухарестську команду наступні сім сезонів своєї ігрової кар'єри. Більшість часу, проведеного у складі бухарестського «Динамо», був основним гравцем захисту команди. За цей час двічі виборював титул чемпіона Румунії.
Протягом 1990—1991 років захищав кольори команди клубу «Ельче».
Завершив професійну ігрову кар'єру у клубі «Геренвен», за команду якого виступав протягом 1991—1993 років.

## Виступи за збірні
У 1981 році залучався до складу молодіжної збірної Румунії.
Того ж року дебютував в офіційних матчах у складі національної збірної Румунії. Протягом кар'єри у національній команді, яка тривала 10 років, провів у формі головної команди країни 55 матчів, забивши 2 голи.
У складі збірної був учасником чемпіонату Європи 1984 року у Франції, чемпіонату світу 1990 року в Італії.

## Кар'єра тренера
Розпочав тренерську кар'єру відразу ж по завершенні кар'єри гравця, 1993 року, очоливши тренерський штаб клубу «Спортул».
У 1994 році став головним тренером команди «Університатя» (Клуж-Напока), тренував команду з міста Клуж-Напока один рік. Згодом працював з низкою інших місцевих команд «Петролул», «Фарул», «Брашов» і «Біхор».
Згодом протягом 2003–2005 років очолював тренерський штаб клубу «Динамо» (Бухарест), який за цей період був однією з провідних сил у румунському футболі, вигравши 2004 року чемпіонат країни, а також тричі виборював Кубок Румунії.
У 2005 році прийняв пропозицію попрацювати на Кіпрі з «Омонією». Залишив нікосійську команду 2007 року.
Протягом одного року, починаючи з 2007, був головним тренером команди «ЧФР Клуж», зробивши з нею «золотий дубль», вигравши чемпіонат і Кубок Румунії. Після цього отримав запрошення попрацювати на Близькому Сході, де очолював спочатку саудівський «Аль-Іттіфак», а згодом еміратський «Аль-Аглі».
У 2010 році запрошений керівництвом клубу ЦСКА (Софія) очолити його команду. Згодом, у тому ж році очолив «Рапід» (Бухарест), а пізніше «Динамо» (Бухарест).
У 2012 році очолював тренерський штаб клубу «ЧФР Клуж», зокрема, здобувши третій у своїй тренерській кар'єрі титул чемпіона Румунії.
Згодом очолював команди клубів «Астана», «Аль-Іттіфак», «Аполлон» та «Актобе».
Наразі останнім місцем тренерської роботи був клуб «Динамо» (Бухарест), головним тренером команди якого Йоан Андоне утретє за свою кар'єру був з 2016 по 2017 рік.

## Титули і досягнення

### Як гравця
- Чемпіон Румунії (2):

«Динамо» (Бухарест): 1983–1984, 1989–1990
- Володар Кубка Румунії (3):

«Динамо» (Бухарест): 1983–1984, 1985–1986, 1989–1990

### Як тренера
- Чемпіон Румунії (3):

«Динамо» (Бухарест): 2003–2004
«ЧФР Клуж»: 2007–2008, 2011–2012
- Володар Кубка Румунії (4):

«Динамо» (Бухарест): 2002–2003, 2003–2004, 2004–2005
«ЧФР Клуж»: 2007–2008
- Володар Суперкубка Румунії (1):

«Динамо» (Бухарест): 2005